# Gowdeyana varipes
Gowdeyana varipes är en tvåvingeart som beskrevs av James 1980. Gowdeyana varipes ingår i släktet Gowdeyana och familjen vapenflugor. Inga underarter finns listade i Catalogue of Life.